# کالته
کالته (به لهستانی:  Kalety) یک منطقهٔ مسکونی در لهستان است که در شهرستان تارنووسکیه گور واقع شده‌است. کالته ۵۷٫۶۸ کیلومتر مربع مساحت و ۸٬۶۵۷ نفر جمعیت دارد.

## خواهرخوانده
شهر ویتکوف (ناحیه اوپاوا) خواهرخواندهٔ کالته هست.